# Paracles elongata
Paracles elongata är en fjärilsart som beskrevs av Rothschild 1922. Paracles elongata ingår i släktet Paracles och familjen björnspinnare. Inga underarter finns listade i Catalogue of Life.